# Diego Antonio Díez Madroñero
Diego Antonio Díez Madroñero (Talarrubias, Badajoz, 26 de abril de 1714 - Valencia, Venezuela, 3 de febrero de 1769). A la par que se forma, cursa la carrera eclesiástica en la diócesis de Badajoz y obtiene en la Universidad de Toledo el grado de bachiller en Derecho Canónico, y una vez culminados sus estudios, ejerce destacados cargos en la archidiócesis toledana, siendo vicario general de Madrid-Alcalá; y previa presentación de Fernando VI, el 24 de mayo de 1756, Benedicto XIV lo nombra obispo de Caracas y recibe la ordenación episcopal en Madrid el 26 de septiembre del mismo año.  

## Austeridad y reforma
Hombre de visión clerical, el obispo Díez Madroñero, llevado de su indudable celo apostólico, es posible que en la Caracas del siglo XVIII, deseara imitar a Savonarola, y probablemente encontrara el terreno abonado para cambiar las costumbres de aquella ciudad, que según las apreciaciones del celoso obispo, había perdido la fe legada por sus antepasado y los estribos morales por el libertinaje de sus moradores.
En su manifiesta intransigencia, se empeñó en cambiar las costumbres libertinas de Caracas, reformando el concepto espiritual de quienes él consideraba disolutos moradores, aboliendo las costumbres de la época y enalteciendo la dignidad humana al amparo de la austeridad en la diversión, imponiendo obligatoriamente férrea disciplina religiosa y promoviendo la santa oración a todas las horas del día.

## Fiscalización pastoral
En su celo patriarcal, además de rebautizar las calles de Caracas con el nombre de algún santo, comenzó por levantar un censo general de Caracas, y en poco tiempo tenía censados a los habitantes de cada vivienda (hombres, mujeres, niños, servidumbre, esclavos...) con sus edades, estado, condición, profesión, nacionalidad…, sin dejar de reflejar las contribuciones periódicas que daban a la Iglesia, el hábito de rezar el santo rosario y las veces que confesaban y comulgaban semanalmente aquellos sumisos feligreses que cuidaba don Diego Antonio.

## Amparo y respeto
Teniendo como secretario a su coterráneo José Antonio García Mohedano, aunque nunca había descuidado la beneficencia, durante los últimos años de su apostolado, se dedicó mayormente a cuidar del amparo de los desposeídos y de la moralidad de sus feligreses más señalados, ya que era público que algunos de ellos abusaban de las mujeres que tenían en sus haciendas.

## Opinión razonada
Su intransigencia apostólica se puede apreciar en las opiniones del escritor y médico venezolano, Arístides Rojas, que citando a Díez Madroñero, nos lo presenta como... "reformador de costumbres e innovador religioso, monomaníaco pacífico, que supo transformar a Caracas, durante los doce años de su apostolado, en un convento en el cual solo faltó que los moradores de la capital vistieran todos el hábito talar".

## Conclusión
Diez Madroñero pudo haber hecho una destacada labor en aquellos momentos de su apostolado cuando la iglesia y la política colonial necesitaban de manos firmes y mentes lúcidas. Cuando se produjo la expulsión de los jesuitas en 1767, quedó en un segundo plano al no criticar la pragmática real. Por otra parte, se abstuvo de  intervenir en el enfrentamiento emancipador, lo que quizás hubiera contribuido a no fuera tan sangriento y tan traumático.
En una de sus visitas pastorales por la Provincia de Venezuela, moría en la Valencia venezolana el 3 de febrero de 1769